# 卡爾林巴克河
卡爾林巴克河是意大利的河流，位於博尔扎诺-上阿迪杰自治省，河道全長19.6公里，流域面積114平方公里，發源自奧茨塔爾阿爾卑斯山脈，最終在庫龍韋諾斯塔注入雷西亚湖。

## 外部連結
- Civic Network of South Tyrol（页面存档备份，存于） （德文）